# Fuchsia garleppiana
Fuchsia garleppiana là một loài thực vật có hoa trong họ Anh thảo chiều. Loài này được Kuntze & Wittm. mô tả khoa học đầu tiên năm 1893.